# Червоний Дунай
Червоний Дунай (англ. The Red Danube) — американська мелодрама режисера Джорджа Сідні 1949 року.

## Сюжет
Після закінчення Другої Світової війни полковник Майкл Нікобар прибуває в британську окупаційну зону Відня. Його обов'язок — допомогти Радянським владі в репатріації переміщених радянських громадян, багато з яких не хочуть повертатися в СРСР, лякаючись переслідувань. У Відні він знайомиться з російською балериною Ольгою, яка ховається в жіночому монастирі під ім'ям Марії Булен. Британський офіцер вважає своїм обов'язком повернути утікачку в радянську окупаційну зону…

## У ролях
- Волтер Піджон — полковник Майкл Нікобар
- Етель Беррімор — Ігуменя
- Пітер Лоуфорд — майор Джон МакФімістер
- Анджела Ленсбері — Одрі Квейл
- Джанет Лі — Ольга Александрова / Марія Бален
- Луї Келхерн — Полковник Пінів
- Френсіс Л. Салліван — Полковник Хамфрі Омікрон
- Мелвілл Купер — Девід Мунлайт
- Роберт Кут — Бригадний К. М. В. Кетлок
- Алан Нап'є — генерал